# Thiago Furtuoso
Thiago Furtuoso Dos Santos (sinh ngày 8 tháng 6 năm 1987) là một cầu thủ bóng đá Brasil thi đấu ở vị trí Tiền đạo cho câu lạc bộ tại Indonesia, Arema ở Liga 1.